# NK Interblock Ljubljana
NK Interblock Ljubljana é uma equipe eslovena de futebol com sede em Ljubljana. Disputa a primeira divisão da Eslovênia (Campeonato Esloveno de Futebol).
Seus jogos são mandados no Štefan Bele Sports Park, que possui capacidade para 500 espectadores.

## História
O NK Interblock Ljubljana foi fundado em 2007. Em 2012, o clube se retirou de todas as competições nacionais, voltando na temporada 2015-16 na 5ª divisão, sendo campeão.

## Títulos
- Campeonato Esloveno (2ª divisão):

Campeão (1): 2005-06
Vice-campeão (1): 2010-11
- Campeonato Esloveno (3ª divisão):

Campeão (1): 2003-04
Vice-campeão (2): 2000-01 , 2002-03
- Campeonato Esloveno (5ª divisão):

Campeão (1): 2015-16
- Copa da Eslovênia:

Campeão (2): 2007-08 , 2008-09
- Supercupa da Eslovênia:

Campeão (1): 2008
Vice-campeão (1): 2009

## Participações europeias
| Estação | Concorrência       | Volta | Adversário | Adversário       | Casa | Fora |
| ------- | ------------------ | ----- | ---------- | ---------------- | ---- | ---- |
| 2008-09 | Taça UEFA          | 1Q    | Montenegro | Zeta             | 1-1  | 1-0  |
| 2008-09 | Taça UEFA          | 2Q    | Alemanha   | Hertha BSC       | 0-2  | 0-1  |
| 2009-10 | UEFA Europa League | 3Q    | Ucrânia    | Metalurh Donetsk | 0-2  | 0-3  |